# 不発弾 (小説)
『不発弾』（ふはつだん）は、相場英雄の小説である。新潮社の『小説新潮』に、2016年1月号から12月号まで連載された。2017年2月22日に単行本、2018年6月1日に新潮文庫版が発売された。
ある大手企業が行った粉飾決算の背後に潜む金融コンサルタントと警視庁捜査二課の闘いを描いた経済サスペンスである。マスコミが「粉飾決算」のことを「不適切会計」という言葉を使っていたことが本作執筆の出発点になった。
2018年、WOWOWでテレビドラマ化された。

## あらすじ
1500億円もの不適切会計が露呈した大手電機メーカー・三田電機産業の記者会見において、狼狽する社長を陰で操る1人の男がいた。彼の名前は金融コンサルタントの古賀遼である。警視庁捜査二課の小堀秀明は、この不適切会計が粉飾ではないかと疑う。捜査を進めていくうちに、小堀はこの事件を裏で操っているとされる古賀の存在、そして15年前、古賀と関わりの深い人物が「不発弾を背負って死ぬ」というメモを残して死んだことを知る。
福岡県大牟田市の貧しい炭鉱町で生まれ育った古賀良樹は、幼い頃に父親を炭坑の爆発事故で亡くし、母の古賀良美、妹の睦美と暮らしていた。母は自分のスナックの常連客・荒井ら複数の男と関係を持ち、娘の睦美もいずれスナックで働かせるつもりでいた。良樹は妹の身の危険を感じ、早く稼げる身分になろうと単身上京し、国民証券に就職して場立ち員となる。場立ち卒業後は支店勤務で個人投資家相手の営業マンとなり、支店次長の中野哲臣に鍛えられ、力をつけていく。
しかし妹を東京に呼び寄せようとしていた矢先、良樹が恐れていたことが現実になってしまう。復讐を誓った良樹は、本店の法人営業部に異動。その後、国民証券を離れフリーの金融コンサルタントとなり、「古賀遼」と名前を変える。そして、復讐のために仕掛けた"不発弾"が爆発する日がやってくる。

## 登場人物
古賀遼（こが りょう）
55歳。金融コンサルタント会社「コールプランニング」で代表を務める。本名は古賀良樹で、「古賀遼」は通名である。外資の組織からは「コールマン」というニックネームで呼ばれている。過去に国民証券で働いていた。大手電機メーカー三田電機産業の粉飾決算を裏で操る。
小堀秀明（こぼり ひであき）
34歳。警視庁捜査二課の第三知能犯捜査係筆頭管理官。階級は警視。三田電機産業の不適切会計が粉飾ではないかと疑う。捜査を行う中、この粉飾を陰で操る金融コンサルタントの古賀の存在を知る。
東田章三（ひがしだ しょうぞう）
古賀が国民証券支店勤務となったとき、中野に連れて行ってもらったスナックで出会った、三田電機産業の秘書課長。
村田佐知子（むらた さちこ）
50歳。古賀の内縁の妻。古賀とは20年以上の内縁関係にある。
中野哲臣（なかの てつおみ）
古賀が国民証券支店勤務となったときの上司。古賀を連れて本店の法人営業部に異動する。
今井春彦（いまい はるひこ）
45歳。警視庁捜査二課に所属するベテラン捜査員。階級は巡査部長。
古賀睦美（こが むつみ）
古賀の2歳年下の妹。
岡田加津美（おかだ かつみ）
証券取引等監視委員会の次長。
熊田章吾（くまだ しょうご）
古賀が国民証券本店勤務となったときの古賀の顧客で、ノアレ食品の副社長。会社の損失隠しを古賀に依頼する。
杉本匠（すぎもと たくみ）
古賀が国民証券本店勤務となったときに中野が古賀に紹介した、外資系の証券会社であるヘルマン証券の営業マン。
芦原恒三（あしはら つねぞう）
古賀が「コールプランニング」を起業したときに、東田が古賀に紹介した二世議員。
古賀良美（こが よしみ）
古賀の母親。炭坑の爆発事故で夫を失ってから、金に卑しい毒婦となってしまう。
荒井（あらい）
古賀の母・良美のスナックの太客で、大牟田合同信用金庫で働く。
相楽優一郎（さがら ゆういちろう）
内外情報通信社の主筆の老人。小堀に対し「三田電機の株式は上場廃止にならない」と主張する。

## テレビドラマ
『不発弾 〜ブラックマネーを操る男〜』（ふはつだん ブラックマネーをあやつるおとこ）のタイトルで、2018年6月10日から7月15日まで毎週日曜 22時 - 23時にWOWOWプライムの「連続ドラマW」で放送された。全6話。主演は椎名桔平。

### キャスト
- 古賀遼（良樹） - 椎名桔平（高校時代〜20代後半の古賀良樹 : 三浦貴大[3]）
- 小堀弓子[注 1] - 黒木メイサ
- 今井春彦 - 堀部圭亮[3]
- 古賀睦美 - 入山杏奈[3]
- 岡田加津美 - 朝夏まなと[3]
- 熊田章吾 - デビット伊東[3]
- 杉本匠 - 吉沢悠[3]
- 芦原恒三 - 葛山信吾[3]
- 柿沢保 - やべけんじ
- 橋本公子 - 赤間麻里子
- 遠藤響子 - 佐藤夕美子
- 小宮山大介 - 中林大樹
- 村田俊郎 ‐ 坂西良太
- 大倉裕之 - 窪園純一
- 古賀良美 - 山口美也子[3]
- 荒井勝利 - 渡辺哲[3]
- 相楽優一郎 - 津嘉山正種[3]
- 東田章三 - 宅麻伸[5]
- 村田佐知子 - 原田知世[5]
- 中野哲臣 - 奥田瑛二[5]

### スタッフ
- 原作 - 相場英雄『不発弾』（新潮文庫刊）
- 監督 - 星野和成
- 脚本 - 田中眞一
- 音楽 - 林ゆうき
- プロデューサー - 堤口敬太、村松亜樹、八巻薫
- 企画協力 - 新潮社
- 制作協力 - MMJ
- 製作著作 - WOWOW

### 放送日程
| 各話   | 放送日  |
| ------ | ------- |
| 第一話 | 6月10日 |
| 第二話 | 6月17日 |
| 第三話 | 6月24日 |
| 第四話 | 7月01日 |
| 第五話 | 7月08日 |
| 最終話 | 7月15日 |

| WOWOW 連続ドラマW 日曜オリジナルドラマ  | WOWOW 連続ドラマW 日曜オリジナルドラマ                        | WOWOW 連続ドラマW 日曜オリジナルドラマ     |
| 前番組                                  | 番組名                                                        | 次番組                                     |
| --------------------------------------- | ------------------------------------------------------------- | ------------------------------------------ |
| 60 誤判対策室 （2018年5月6日 - 6月3日） | 不発弾 〜ブラックマネーを操る男〜 （2018年6月10日 - 7月15日） | 黒書院の六兵衛 （2018年7月22日 - 8月26日） |